# Dominique Savio Nshuti
Dominique Savio Nshuti (1º gennaio 1997) è un calciatore ruandese, di ruolo centrocampista.

## Carriera

### Club
Ha esordito con l'Isonga di Kigali nella stagione 2014-2015, ottenendo il 14º posto in campionato. L'anno successivo si trasferisce al Rayon Sports con cui ottiene il secondo posto in campionato e la vittoria della coppa nazionale. Nella stagione 2016-2017 vince invece il campionato.

### Nazionale
Ha esordito in Nazionale il 7 giugno 2015.